# 넝쿨 속의 히야신스
"넝쿨 속의 히야신스"(A Hyacinth Encircled By Vines)는 한국에서 제작된 김태룡 감독의 1992년 영화이다. 추민 등이 주연으로 출연하였고 이종규 등이 제작에 참여하였다.

## 출연

### 주연
- 추민
- 이상아

### 조연
- 최용팔
- 김의상
- 김정민
- 엄도일
- 정선진
- 오욱철
- 최화정
- 유영희
- 박예숙
- 박부양
- 문미봉

## 기타
- 조명: 김석진